# Changement de comportement
Le changement de comportement est un objectif central dans les interventions de santé publique, priorisant la prévention avant l'apparition de comportements dits « à risque » (conduite sur la route, substances toxiques, alimentation déséquilibrée, relations sexuelles non protégées, etc.).
Ce domaine s'est beaucoup développé sur le plan théorique depuis les années 1980. Il a des conséquences pratiques importantes grâce à l'amélioration des interventions en matière de prévention et santé publique, y compris dans les pays à faible et moyen revenus, où l'efficacité des dépenses de santé (rapports entre les coûts et les bénéfices des interventions en santé) a été renforcée.

## Contexte
De nombreux problèmes de santé sont causés par des comportements à risque tels que la consommation excessive d'alcool, la toxicomanie, le tabagisme, la conduite dangereuse, la boulimie, ou des rapports sexuels non protégés. La question clé dans les comportements de santé de la recherche est de savoir comment prévoir et de modifier l'adoption et le maintien de comportements de santé. Les comportements compromettant la santé peuvent être éliminés par des efforts d'auto-régulation, et les comportements visant à améliorer la santé peuvent être adoptés à la place, comme l'exercice physique, le contrôle du poids, la nutrition préventive, l'hygiène dentaire, l'utilisation du préservatif, ou la prévention des accidents. Le changement de comportement visant à améliorer la santé se réfère à un processus volontaire, de motivation personnelle, et à l'abandon des mauvaises habitudes compromettant la santé, en faveur de l'adoption de comportements sains pour la santé individuelle et collective.
Les programmes de changement de comportement, qui ont évolué au fil du temps, englobent un large éventail d'activités et d'approches, qui mettent l'accent sur l'individu, la communauté et les influences de l'environnement sur le comportement. Le changement de comportement, un terme récemment lié la santé publique, ne doit pas être confondu avec la modification du comportement, un terme ayant une signification particulière en psychiatrie.
Un nouveau concept dans le système de santé américain est celui de changements minimes et faciles à gérer. Il n'est pas nécessaire de faire de grandes modifications dans son mode de vie, afin d'en tirer des bénéfices ; faire des petits changements vaut mieux que rien. Un régime alimentaire ou une séance d'exercices montrent le bénéfice modéré des changements lents. Par exemple, pour changer les comportements, inclure plus d'activité physique peut améliorer l'espérance de vie, le contrôle du poids, et stimuler la santé mentale. Il est également connu pour réduire le risque de certaines maladies comme le diabète de type 2, de maladies cardiovasculaires et de certains cancers.

## Théories
Les programmes de changement de comportement ont tendance à se concentrer sur les théories du changement de comportement qui ont émergé dans les années 1980. Ces théories se rejoignent toutes pour définir les actions individuelles comme le lieu de changement. Les programmes de changement de comportement qui sont habituellement centrés sur des activités aidant une personne ou une communauté à réfléchir sur leurs comportements à risque et de les modifier afin de réduire leur vulnérabilité et les risques, sont connus comme des interventions. Parmi ces théories, les modèles les plus utilisés sont : le Modèle Transthéorique (Étapes du Changement) du Changement de Comportement, la théorie de l'action raisonnée, le modèle de croyance à la santé, la théorie du comportement planifié, la diffusion de l'innovation.
Depuis la fin des années 1990, les développements des théories du changement de comportement en matière de santé ont mis l'accent sur l'intégration des théories disparates de la santé pour le changement de comportement sur une seule et même théorie,.

## Outils
Diverses méthodes et outils ont été mis au point pour faire changer de comportement, dont :
- l'éducation et la formation ;
- la propagande ;
- la publicité.

Dans le domaine de la médecine de l'addictologie et de la psychologie de la motivation :
- Les groupes d'entraide et de santé[10]. Des groupes de soins ; ce sont des groupes généralement constitués de 10 à 15 personnes encadrées par des bénévoles éducateurs de santé, éventuellement au sein d'une communauté spécifique, et qui vont se réunir régulièrement.
- Analyse des barrières est une évaluation rapide de l'outil utilisé dans les projets de changement de comportement afin d'identifier les comportements déterminants. Il s'agit parfois de groupes « multiculturels » qui cherchent à mettre en œuvre des thérapies transculturelles[11].
- Community-led total sanitation (CLTS) est un outil de changement de comportement utilisé dans le secteur de l'assainissement, principalement en milieu rural dans les pays en développement dans le but d'arrêter la défécation à l'air libre. La méthode utilise la honte, le dégoût et dans une certaine mesure, la pression des pairs qui conduit à la construction « spontanée » et à l'utilisation à long terme de toilettes après que le déclenchement initial du processus a eu lieu.
- Des logiciels (intégrant parfois des algorithmes apprenants), intégrés dans des bracelets ou autres outils de monitoring dits « traqueurs d'activité » peuvent aider des malades à changer de comportement (manger moins, faire plus d'activités physiques, notamment chez les enfants ou personnes âgées).